# Francis Adams (lekkoatleta)
Francis Adams (ur. 29 października 1953, zm. 11 listopada 1987 w Port-of-Spain) – trynidadzko-tobagijski sprinter specjalizujący się w biegu na 100 metrów.
Dwukrotnie brał udział w igrzyskach olimpijskich. W 1976 na Letnich Igrzyskach Olimpijskich 1976 w Montrealu osiągnął półfinał w sztafecie 4 × 100 metrów razem z Christopherem Brathwaitem, Anthonym Husbandsem i Charlesem Josephem.
Francis Adams zginął w wieku 34 lat od rany postrzałowej w Port-of-Spain.